# Битва при Бейсане
 Битва при Бейсане  произошла 25 декабря 1516 года между городами Хан-Юнис и Бейсан в Палестине, став одним из важнейших сражений Османо-мамлюкской войны (1516—1517).

## Предшествующие события
В 1516 году турецкий султан Селим I напал государство мамлюков. В битве на Дабикском поле Османская армия одержала решающую победу над войсками мамлюков, а султан мамлюков аль-Ашраф Кансух аль-Гаури пал в этой битве. После его смерти султаном стал его племянник Туман-бай II аль-Ашраф бывший до этого наместником в Египте. Туман-бей был энергичным правителем и вскоре собрал большое войско. Он собрал уцелевшие мамлюкские отряды, заручился поддержкой бедуинских шейхов и начал изготовлять пушки, зачислил в свою армию шесть тысяч чернокожих рабов, выпустил из тюрем уголовников и раздал оружие богатым горожанам. Туман-бай смог собрать под своим командованием до 40 тысяч человек, в том числе 20 тысяч мамлюков и бедуинов. Тем временем Селим I, практически не встречая сопротивления, занял Сирию и большую часть Палестины. Армия османов двинулась в Египет.
25 декабря 1516 года 10-тысячный мамлюкский авангард под командованием бывшего наместника Дамаска Джанберди аль-Газали наткнулся на авангард турок-османов под предводительством Хадыма Синана-паши.

## Ход сражения
Заметив авангард мамлюков, турки нанесли по нему массированный удар своею конницей и янычарами.  Мамлюки не выдержали натиска и обратились в бегство, понеся при этом значительные потери.

## Последствия битвы
Полководец мамлюков Джанберди аль-Газали бежал вместе со своим войском в Египет и впоследствии перешёл на сторону османов.
Путь на Египет был открыт для армии Селима. Вскоре Османские войска пересекли Синайскую пустыню и окончательно разгромили войска мамлюков в битве при Райданийе.